# L'Alchimiste (roman, Coelho)
Pour les articles homonymes, voir Alchimiste (homonymie).
L'Alchimiste (en portugais : O Alquimista) est un conte philosophique de Paulo Coelho paru en 1988. La traduction française, signée Jean Orecchioni, a été publiée en 1994.

## Sources
Paulo Coelho a présenté son roman comme une illustration des « quatre  clés fondamentales de l'alchimie », qui sont selon lui « les Signes », « l'Âme du Monde », « la Légende personnelle » et « le Langage du  Cœur ». 
Le fil conducteur de l'intrigue lui aurait été inspiré par « onze lignes trouvées dans Les Mille et Une Nuits ». Ce thème se retrouve également dans  une nouvelle de Jorge Luis Borges, Le Conte des deux rêveurs, qui aurait été inspirée par un conte de l'historien arabe al-Ishaqi. Une légende similaire concerne Isaac Jakubowicz, fondateur d'une synagogue de Cracovie.
Le prologue du roman cite presque littéralement un court poème en prose d'Oscar Wilde, Le Disciple. Le roman comporte également de nombreuses références à la Bible.

## Synopsis
Le héros de ce court roman est un jeune berger espagnol, Santiago. Il a fait ses études au séminaire, mais il a renoncé à être prêtre, contre le souhait de ses parents. Il préfère une vie au contact de la Nature, tout en continuant à se cultiver par la lecture. À la suite d'un rêve lui révélant l'existence d'un trésor caché au pied des pyramides d'Égypte, il décide d'entreprendre le voyage qui le conduit d'Andalousie jusqu'à Gizeh, en passant par Tanger et le désert du Sahara. Si le cadre géographique du récit est réaliste, ce voyage initiatique est l'occasion de rencontres improbables, telle celle d'un marchand de pop-corn, qui « n'a jamais compris qu'on a toujours la possibilité de faire ce que l'on rêve », en même temps que celle d'un vieillard, Melchisédech, si vieux qu'il était déjà roi aux temps dont parle la Bible. Ce personnage légendaire lui indique les clés qu'il lui faut découvrir pour réussir, en particulier sa « Légende personnelle ». Dépouillé de son argent à Tanger, il choisit de travailler chez un marchand de cristaux pour pouvoir continuer son voyage. En transformant cette obscure boutique en un commerce florissant, il découvre ainsi les capacités d'accomplissement qu'il a en lui.  Mais c'est surtout « l'Alchimiste », qu'il rencontre dans une oasis au cœur du désert, qui l'initie et le guide à travers les épreuves qu'il doit surmonter dans l'accomplissement de sa quête.
Cette « Légende personnelle » est le projet particulier et favorable dont nous sommes tous porteurs et dont l'accomplissement dépend de notre capacité à retrouver nos envies profondes : « Si vous écoutez votre cœur, vous savez précisément ce que vous avez à faire sur terre. Enfant, nous avons tous su. Mais parce que nous avons peur d’être désappointé, peur de ne pas réussir à réaliser notre rêve, nous n’écoutons plus notre cœur. Cela dit, il est normal de nous éloigner à un moment ou à un autre de notre « Légende personnelle ». Ce n’est pas grave car, à plusieurs reprises, la vie nous donne la possibilité de recoller à cette trajectoire idéale. »

## Retentissement international
L'Alchimiste, qui a fait connaître Paulo Coelho du grand public, au Brésil puis en Europe, est devenu un succès de librairie mondial. Mais le succès n'a pas été immédiat.  
Coelho raconte que  le premier tirage s'est vendu à moins de mille exemplaires, et qu'il a dû fortement insister pour trouver un nouvel éditeur, avant que le « bouche-à-oreille » ne fasse décoller les ventes. Jacques Sadoul rapporte dans ses mémoires que la plupart des éditeurs avaient refusé de publier la traduction française, mais que Marion Mazauric, alors directrice littéraire de J'ai lu, était intéressée. Elle craignait cependant qu'une édition directe en livre de poche n'ait pas le retentissement escompté. Elle dut donc attendre que les Éditions Anne Carrière acquièrent les droits de publication pour leur faire une offre de réédition en format de poche, devançant ainsi les concurrents qui n'avaient pas pressenti un tel succès. 
Selon le blog de l'auteur en 2014, il s'est vendu à 150 millions d'exemplaires, en 80 langues, et l'œuvre a reçu 115 récompenses et prix internationaux. Un bel hommage involontaire lui a été rendu lors d'un contrôle de police dans l'Est de la Libye en janvier 2017 : qualifié d' « invasion culturelle »,  un arrivage de ce livre a été confisqué, en même temps que des œuvres de Friedrich Nietzsche et de Naguib Mahfouz.

## Accueil critique
Selon Guy Renotte, l'immense succès du roman réside d'abord dans la simplicité du langage, qui rend la lecture agréable et captivante. L'auteur ne met jamais en avant le caractère ésotérique de la pensée alchimiste, mais l'utilise pour instiller une atmosphère intrigante autour des nombreuses péripéties. Mais c'est surtout l'adaptabilité du discours à toutes sortes de courants « New Age » qui a pu attirer une aussi grande audience. Le texte est constellé d'aphorismes consensuels qui ont été repris dans de nombreux florilèges et dictionnaires de citations, et chacun peut y piocher celles qui correspondent le mieux à sa vision du monde.
Thérèse Nadeau-Lacour insiste sur l'importance du prologue comme clef de l'ouvrage. Dans Le Disciple, Oscar Wilde transforme le mythe de Narcisse en donnant à la mare un rôle symétrique à celui du héros. Cette mare est en effet incapable d'admirer autre chose que son propre reflet dans les prunelles de l'éphèbe. Ainsi, le lecteur peut voir se refléter sa « Légende Personnelle » dans une lecture superficielle du texte, sans chercher à pénétrer les conceptions ésotériques de l'auteur.
Ces différents niveaux de lecture possible sont également évoqués lorsque Santiago discute avec « l'Anglais » du  peu qu'il a compris dans les ouvrages d'alchimie que ce compagnon de voyage lui a prêtés. Paulo Coelho a révélé se sentir proche de cet Anglais avide d'acquisition de connaissance par la lecture, et il fait dire à Santiago à cette occasion : « À chacun sa manière d'apprendre, se répétait-il in petto. Sa manière à lui n'est pas la mienne, et ma manière n'est pas la sienne. Mais nous sommes l'un et l'autre à la recherche de notre Légende Personnelle, et c'est pourquoi je le respecte. » 
Le lecteur est surtout libre de se prêter ou non au jeu, ce qui peut expliquer les réactions opposées, et souvent radicales, que le roman a suscitées.
Certains critiques ont dénié le moindre intérêt à l'ouvrage, comme André Clavel, qui le qualifie d'« étrange éloge de la désertion mentale ». À peine plus indulgent, Patrick Tudoret parle d'un « syncrétisme gentillet ». À l'inverse, d'autres ont trouvé le texte suffisamment intéressant pour l'analyser en détail, et en donner des interprétations savantes. Cela n'implique pas nécessairement une adhésion aux concepts développés par l'auteur. Par exemple, il lui a été reproché la vision égocentrique de sa perception du Monde,. C'est particulièrement sensible dans l'attitude de Santiago envers le conflit qui fait rage dans le désert : il n'y voit qu'une entrave à l'accomplissement de sa « Légende Personnelle ». Le bain de sang qui conclut la tentative d'attaque de l'oasis est à peine suggéré, et il ne semble guère émouvoir le héros, seulement satisfait d'avoir pu déjouer la traîtrise des ennemis et sauver sa propre vie grâce à son intuition.

## Adaptation au cinéma
Laurence Fishburne a annoncé en 2004 le tournage prochain d'une version cinématographique. En juin 2015, il confirmait qu'il avait toujours l'intention de réaliser le film, avec Idris Elba dans le rôle-titre mais fin 2020, le projet n'a pas encore abouti.

## Éditions françaises
- L'Alchimiste, Éditions Anne Carrière, 1994  (ISBN 978-2-910188-13-9),
- L'Alchimiste, France Loisirs, 1994  (ISBN 978-2-72428-150-7)
- L'Alchimiste, édition illustrée par Mœbius, Éditions Anne Carrière, 1995  (ISBN 978-2-910188-70-2),
- L'Alchimiste, édition de poche J'ai lu Roman (numéro 4120), 1996  (ISBN 978-2-290-00444-9),
- L'Alchimiste, édition de poche J'ai lu Roman (numéro 4120), 2001  (ISBN 978-2-290-04120-8)
- L'Alchimiste, édition de poche Le Livre de poche (numéro 15090), 2002  (ISBN 978-2-253-15090-9)
- L'Alchimiste, édition de poche Castor Poche (numéro 546), Flammarion, 1999  (ISBN 978-2-08-164162-4)
- L'Alchimiste, Éditions Anne Carrière, bibliothèque Paulo Coelho, 2004  (ISBN 978-2-84337-257-5)
- L'Alchimiste, édition reliée, Flammarion, 2008   (ISBN 978-2-08-122066-9)
- L'Alchimiste, édition de poche J'ai lu édition anniversaire (numéro 4120), 2009  (ISBN 978-2-290-00623-8)
- L'Alchimiste, édition brochée, Flammarion, 2010   (ISBN 978-2-08-124085-8)
- L'Alchimiste, édition anniversaire, Flammarion, 2012  (ISBN 978-2-08-129371-7)

Coffret
- Coffret de 3 volumes : Tome 1, L'Alchimiste ; Tome 2, La Sorcière de Portobello ; Tome 3, Le Zahir, J'ai lu, 2008  (ISBN 978-2-290-01206-2)

Livre audio
- L'Alchimiste raconté par Patrice Laffont, Coffragant, 1995  (ISBN 978-2-921997-33-1)
- L'Alchimiste lu par Jean-Pierre Cassel, Rachida Brakni, Michel Duchaussoy, Guillaume Canet, musique de André Serre-Milan, Textivores, 2004